# 비야에르모사궁

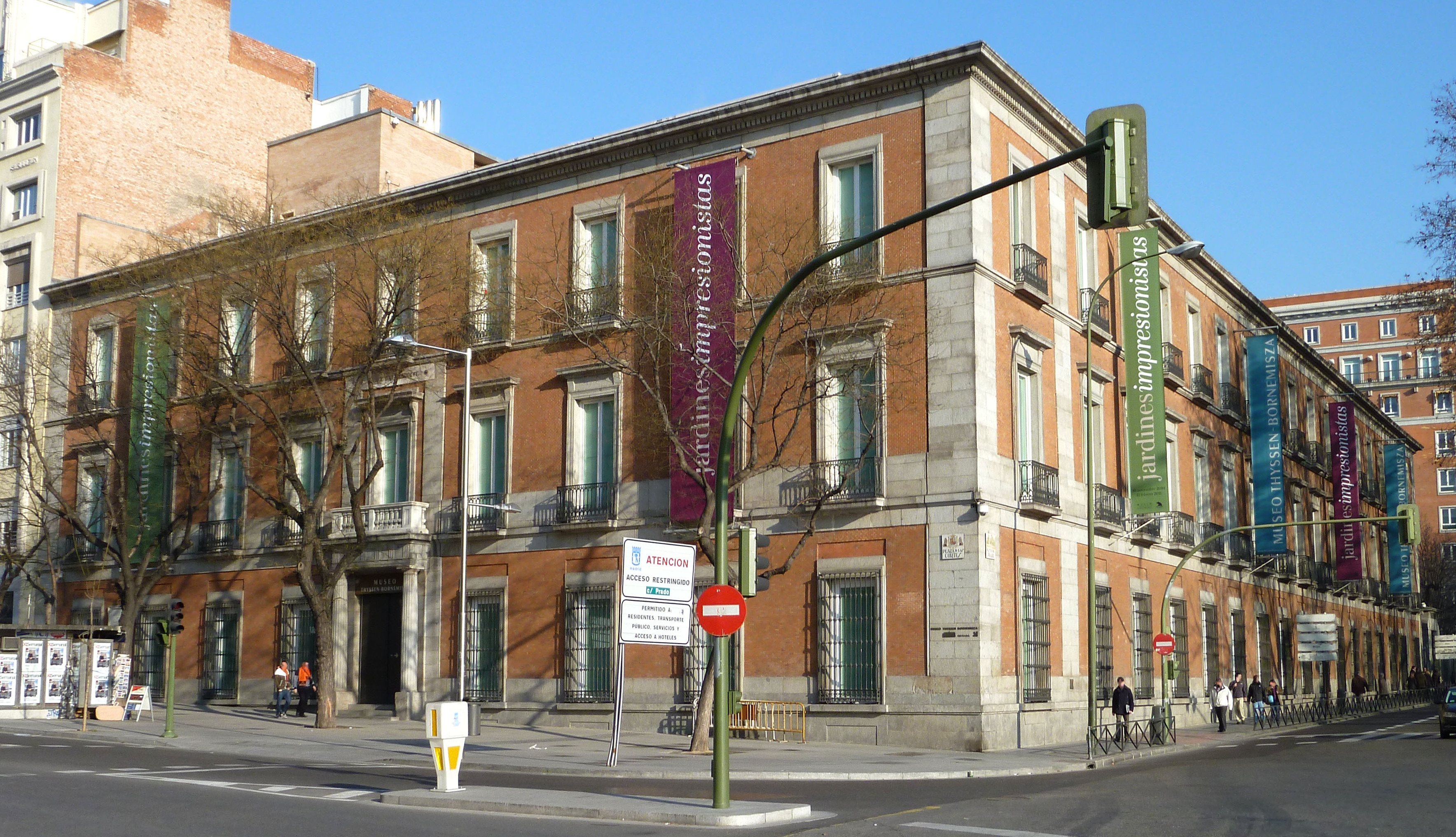
비야에르모사 궁전

비야에르모사 궁전(스페인어: Palacio de Villahermosa)은 스페인 마드리드에 위치한 궁전이다.

## 같이 보기
- 미술관